# Sal Mineo
Pour les articles homonymes, voir Mineo.
Salvatore Mineo Jr , dit Sal Mineo, est un acteur américain, né le 10 janvier 1939 à New York et mort le 12 février 1976 à West Hollywood (Californie).

## Biographie

### Jeunesse et formations
Salvatore Mineo Jr naît le 10 janvier 1939 dans le quartier du Bronx à New York. Fils d'immigrés italiens originaires de Sicile, ses parents travaillent ensemble comme fabricants de cercueils : son père, Salvatore Mineo Sr (1913–1972), est italien et sa mère, Josephine (née Alvisi, 1913–1989), américaine d'origine italienne,. Il grandit aux côtés de sa petite sœur, Sarina (née 1943), et ses deux grands frères, Michael (1937–1984) et Victor (1935–2015), qui sont également acteurs.
Il fréquente la Quintano School for Young Professionals,.

### Carrière
La mère de Salvatore Mineo l'inscrit très jeune dans une école de danse et de théâtre. En 1951, il fait ses débuts sur scène dans La Rose tatouée de Tennessee Williams. En 1952, il joue le jeune prince Chulalongkorn dans la comédie musicale Le Roi et moi, aux côtés d'Yul Brynner qui le soutient à s'améliorer en tant qu'acteur.
Il est déjà apparu à la télévision avant de faire ses débuts au cinéma dans le film noir La police était au rendez-vous (1955) de Joseph Pevney, pour lequel il a battu Clint Eastwood pour le rôle de Jerry. Il a également auditionné avec succès pour un rôle dans la comédie La Guerre privée du major Benson (1955) de Jerry Hopper, aux côtés de Charlton Heston.

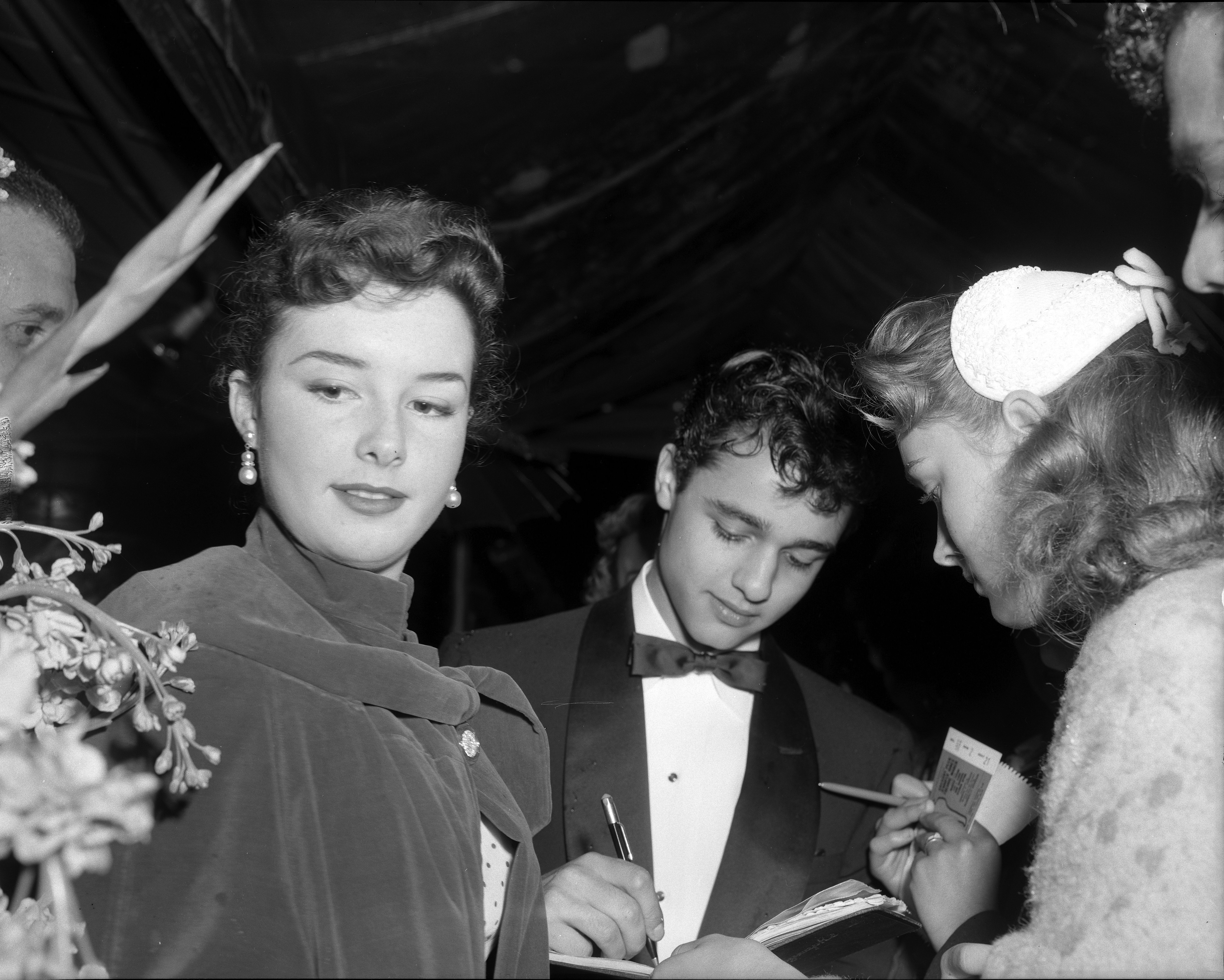
Sal Mineo avec l'actrice Gigi Perreau en 1956.

Il accède à la célébrité en 1955, alors qu'il n'a que 16 ans, grâce au rôle de John « Plato » Crawford, un adolescent sensible, dans La Fureur de vivre, aux côtés de Natalie Wood et James Dean. Sa prestation lui vaut une nomination à l'Oscar du meilleur acteur dans un second rôle à l'âge de 17 ans. Il retrouve Dean l'année suivante dans Géant.
En 1957, il s'essaye à une carrière de chanteur de rock 'n' roll. Il sort plusieurs titres, dont le plus populaire Start Movin' (In My Direction), restent plusieurs semaines dans le Top 40 américain, Billboard Hot 100.
Dans les années 1960, il tourne dans des films à grand spectacle comme Exodus (1960), Le Jour le plus long (1962), Les Cheyennes (1964) et La Plus Grande Histoire jamais contée (1965). Après avoir été officiellement fiancé à l'actrice Jill Haworth, sa partenaire dans Exodus, Sal Mineo est un des premiers acteurs américains à avoir assumé ouvertement son homosexualité à la fin des années 1960, ce qui aura freiné (selon certains) une carrière prometteuse. Il se tourne alors vers la télévision[réf. souhaitée]. En 1969, il met en scène et joue la pièce très controversée Fortune and Men's Eyes du dramaturge canadien John Herbert, un huis-clos carcéral comportant des scènes de nudité et de rapports sexuels entre hommes.

### Mort
Le 12 février 1976, Sal Mineo est assassiné en rentrant chez lui, sans motif apparent, d'un simple coup de poignard. John Lennon offre une récompense à qui trouvera le meurtrier. Un vagabond nommé Lionel Ray Williams est arrêté. Toxicomane, à la recherche d'argent, il a tué au hasard sans savoir à qui il s'attaquait. À l'issue du procès en 1979, il est reconnu coupable et condamné à la prison à vie. Il sera mis en liberté conditionnelle en 1990.

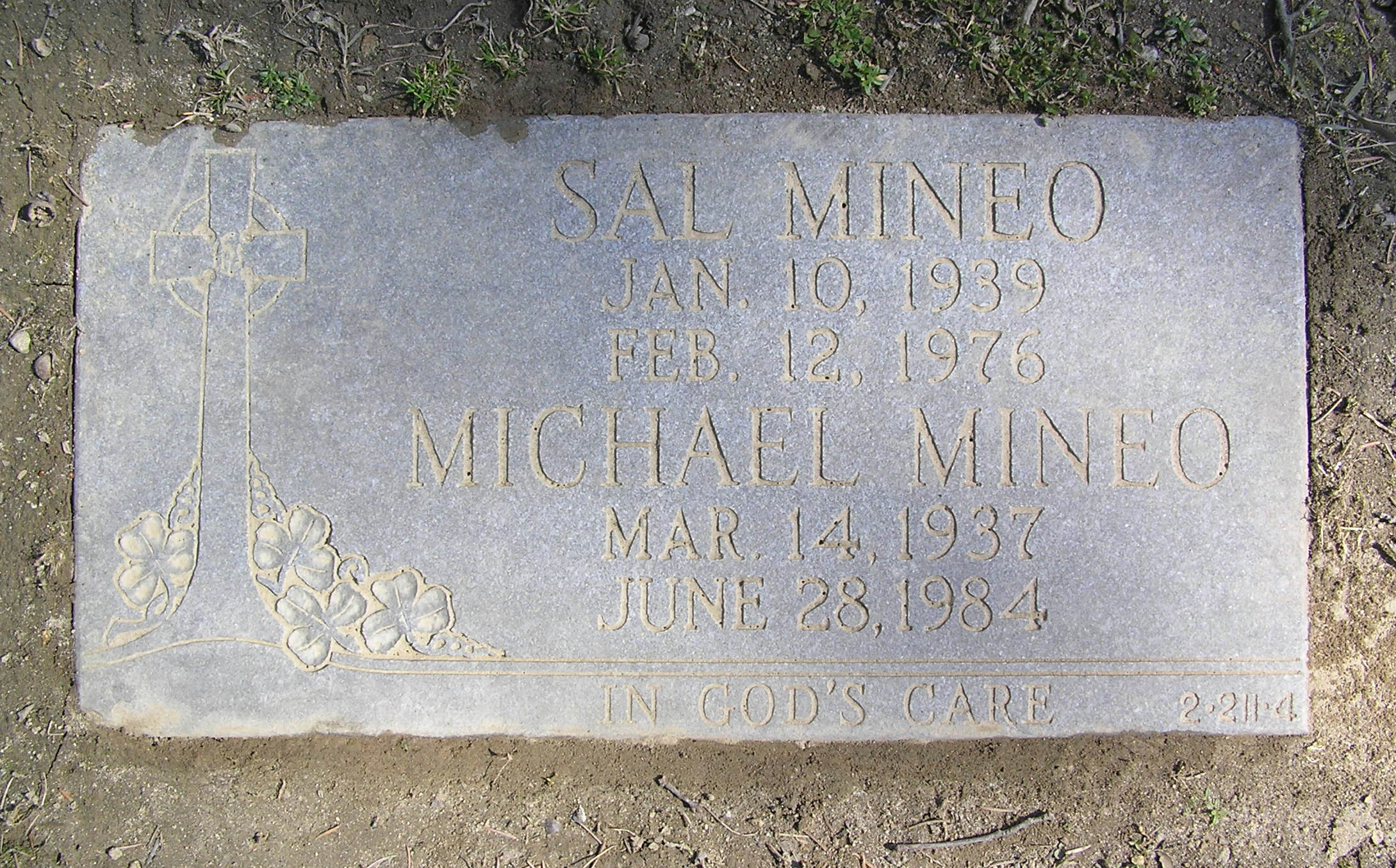
Le tombe de Sal Mineo et de son frère Michael.

Ses funérailles ont lieu, le 17 février 1976, à la Most Holy Trinity Church à Mamaroneck, dans l'État de New York, et seulement 250 personnes en deuil y ont assisté. Il est inhumé au Gate of Heaven Cemetery, à Hawthorne (New York).

### Vie privée
En 1960, Sal Mineo rencontre l'actrice d'origine anglaise, Jill Haworth (1945-2011), sur le tournage du film Exodus, dans lequel ils incarnaient des jeunes amoureux. Ils entraient dans une relation intermittente depuis de nombreuses années : ils étaient fiancés, à un moment donné. Selon la biographie de Mineo Michael Gregg Michaud, elle a annulé les fiançailles après avoir surpris Sal Mineo en train d'avoir des relations sexuelles avec un homme. Ils sont restés amis très proches jusqu'à la mort de l'acteur. Il a exprimé sa désapprobation de la brève relation de Jill Haworth avec le producteur de télévision, Aaron Spelling, qui avait 22 ans de plus qu'elle. Une nuit, lorsque Sal Mineo a découvert ces deux derniers dans une discothèque privée à Beverly Hills, il a cogné le visage du producteur, en criant : « Savez-vous quel âge elle a ? Que faites-vous avec elle à votre âge ? ».
En 1972, dans une interview avec Boze Hadleigh, il confirme sa bisexualité.
Peu avant sa mort, pendant six ans, il entretenait une relation avec Courtney Burr III, acteur et entraîneur de théâtre à la retraite.

## Théâtre

### Acteur
- 1951 : La Rose tatouée (The Rose Tattoo) de Tennessee Williams : Salvatore
- 1951 : Dinosaur Wharf de Joel Wyman : l'enfant
- 1952 : Le Roi et moi (The King and I) d'Oscar Hammerstein II et Richard Rodgers : le prince Chulalongkorn
- 1962 : Something About a Soldier d'Ernest Kinoy : Jacob
- 1969 : Fortune and Men's Eyes de John Herbert : Rocky

### Metteur en scène
- 1969 : Fortune and Men's Eyes de John Herbert : Rocky

## Filmographie partielle

### Cinéma

#### Longs métrages
- 1955 : La police était au rendez-vous (Six Bridges to Cross) de Joseph Pevney : Jerry Florea, enfant (premier film)
- 1955 : La Guerre privée du major Benson (The Private War of Major Benson) de Jerry Hopper : Sylvester Dusik, élève-officier
- 1955 : La Fureur de vivre (Rebel Without a Cause) de Nicholas Ray : John « Plato » Crawford
- 1956 : Face au crime (Crime in the Streets) de Don Siegel : Angelo « Baby » Gioia
- 1956 : Marqué par la haine (Somebody Up There Likes Me) de Robert Wise : Romolo
- 1956 : Géant (Giant) de George Stevens : Angel Obregón II
- 1957 : The Young Don't Cry d'Alfred L. Werker : Leslie Henderson
- 1958 : Tonka, cheval sauvage (Tonka) de Lewis R. Foster : Boule blanche
- 1959 : Les Déchaînés (A Private's Affair) de Raoul Walsh : Luigi J. Maresi
- 1959 : La Vie ardente de Gene Krupa The Gene Krupa Story de Don Weis : Gene Krupa
- 1960 : Exodus d'Otto Preminger : Dov Landau
- 1962 : Les Fuyards du Zahrain (Escape from Zahrain) de Ronald Neame : Ahmed
- 1962 : Le Jour le plus long (The Longest Day) : Martini, seconde classe
- 1964 : Les Cheyennes (Cheyenne Autumn) de John Ford : Red Shirt
- 1965 : La Plus Grande Histoire jamais contée (The Greatest Story Ever Told) de George Stevens : Uriah
- 1969 : Krakatoa à l'est de Java (Krakatoa, East of Java) de Bernard L. Kowalski : Leoncavallo
- 1971 : Les Évadés de la planète des singes (Escape from the Planet of the Apes) de Don Taylor : Dr Milo (dernier film)

#### Court métrage
- 1974 : Sonic Boom de Jeffrey Mandel : Subject

### Télévision

#### Téléfilms
- 1961 : Cry Vengeance! de Franklin J. Schaffner : Andrea (premier téléfilm)
- 1967 : L'Homme en fuite (Stranger on the Run) de Don Siegel : George Blaylock
- 1972 : The Family Rico de Paul Wendkos : Nick Rico (dernier téléfilm)

#### Séries télévisées
- 1952 : Hallmark Hall of Fame : Les (saison 1, épisode 14 : The Vision of Father Flanagan, première série)
- 1956 : Studio One : Dino Manetta (saison 8, épisode 16 : Dino)
- 1963 : Le Plus Grand Chapiteau du monde (The Greatest Show on Earth) : Billy Archer (saison 1, épisode 6 : The Loser)
- 1966 : Match contre la vie (Run for Your Life) : Tonio (2 épisodes)
- 1968 : Hawaï police d'État (Hawaii Five-O) : Bobby George (saison 1, épisode 3 : Tiger by the Tail)
- 1970 : Mission impossible (Mission: Impossible) : Mel Bracken (saison 5, épisode 2 : (Trafic)
- 1971 : L'Immortel The Immortal : Tsinnajinni (saison 1, épisode 14 : (Sanctuary)
- 1974 : Police Story : Stippy (saison 1, épisode 17 : The Hunters)
- 1975 : Hawaï police d'État (Hawaii Five-O) : Eddie Cordell (saison 7, épisode 21 : Hit Gun for Sale)
- 1975 : Section 4 (S.W.A.T.) : Joey Hopper (saison 1, épisode 2 : Coven of killers)
- 1975 : Section 4 (S.W.A.T.) : Roy (saison 2, épisode 1 : Deadly Tide: Part 1)
- 1975 : Section 4 (S.W.A.T.) : Roy (saison 2, épisode 2 : Deadly Tide: Part 2)
- 1975 : Columbo : Rachman Habib (saison 5, épisode 2 : A Case of Immunity)
- 1975 : Police Story : Stippy (saison 3, épisode 7 : Test of Brotherhood)
- 1976 : Ellery Queen, à plume et à sang (Ellery Queen) : James Danello (saison saison 1, épisode 15 : The Adventure of the Wary Witness)
- 1976 : Joe Forrester : Parma (saison 1, épisode 15 : The Answer, dernière série)

## Distinctions

### Récompenses
- Golden Globes 1961 : meilleur second rôle masculin pour Exodus
- Laurel Awards 1961 : meilleur second rôle masculin pour Exodus

### Nominations
- Oscars 1956 : meilleur second rôle masculin pour La Fureur de vivre
- Emmy Awards 1957 : meilleur rôle masculin pour Studio One, épisode Dino
- Oscars 1961 : meilleur second rôle masculin pour Exodus

## Anecdotes
- Il était mentionné dans la version théâtrale de Grease pendant la chanson Look at Me, I'm Sandra Dee (« Oh, no, no, Sal Mineo, I would never stoop so low »). Sal Mineo ayant été assassiné un an avant le tournage de la version cinématographique, la référence a été changée et c'est finalement Elvis qui est cité dans les paroles.
- Il est mentionné dans le film  L'Exorciste comme ressemblant à l'un des personnages.